# Wojciech Olejnik
Wojciech Olejnik – reżyser, dyrektor naczelny i artystyczny Teatru Baj Pomorski w Toruniu, w latach 1992–1993.
Ukończył studia na Wydziale Wiedzy o Teatrze oraz na Wydziale Reżyserii (w Białymstoku) PWST w Warszawie. Przed objęciem Teatru Baj Pomorski prowadził ośrodek kultury w Milanówku. W czasie swej dyrekcji wyreżyserował dwa przedstawienia, w tym jedno widowisko dla dorosłych. Po opuszczenia Torunia gościnnie pracował m.in. w Teatrze Lalek Rabcio w Rabce oraz krakowskiej Grotesce. Współpracuje z Unią Teatr Niemożliwy.